# Praia de Retirinho
Trecho da praia de Retirinho
Retirinho é um praia brasileira localizada no município de Aracati no estado do Ceará, localizada a 25 km da sede do município. Está também próxima à foz do Riacho São Francisco e, tal como as praias vizinhas, é uma praia de falésias